# Dennis William Sciama
Dennis William Siahou Sciama FRS (Manchester, 18 de novembro de 1926 — Oxford, 18 de dezembro de 1999) foi um físico britânico. Juntamente com seus discípulos alavancou a física britânica após a Segunda Guerra Mundial. É considerado um dos pais da cosmologia moderna. Foi orientador de Stephen Hawking durante seu doutorado na Universidade de Cambridge.

## Carreira e pesquisa
Sciama lecionou na Cornell University, King's College London, Harvard University e University of Texas em Austin, mas passou a maior parte de sua carreira na Universidade de Cambridge (1950 e 1960) e na Universidade de Oxford como pesquisador sênior no All Souls College, Oxford (1970 e início de 1980). Em 1983 mudou-se de Oxford para Trieste, tornando-se Professor de Astrofísica na Scuola Internazionale Superiore di Studi Avanzati (SISSA) e consultor do Centro Internacional de Física Teórica. Ele também ensinou no Escola Normal Superior de Pisa.
De 1972 a 1973 foi Professor Donegall em Matemática no Trinity College Dublin.
Durante a década de 1990, ele dividiu seu tempo entre Trieste (com residência na vizinha Veneza ) e sua residência principal em Oxford , onde foi professor visitante até o fim de sua vida.
Sciama fez conexões entre alguns tópicos da astronomia e astrofísica. Ele escreveu sobre radioastronomia, astronomia de raios-X, quasares, as anisotropias da radiação cósmica de microondas, o meio interestelar e intergaláctico, a física das astropartículas e a natureza da matéria escura. O mais significativo foi seu trabalho na relatividade geral, com e sem teoria quântica e buracos negros. Ele ajudou a revitalizar a alternativa relativística clássica à relatividade geral.
No início de sua carreira, ele apoiou cosmologia estado estacionário de Fred Hoyle, e interagiu com Hoyle, Hermann Bondi e Thomas Gold. Quando as evidências contra a teoria do estado estacionário, por exemplo, a radiação cósmica de microondas, surgiram na década de 1960, Sciama a abandonou e trabalhou na cosmologia do Big Bang; ele foi talvez o único defensor proeminente do estado estacionário a mudar de lado (Hoyle continuou a trabalhar nas modificações do estado estacionário pelo resto de sua vida, enquanto Bondi e Gold se afastaram da cosmologia durante os anos 1960).
Durante seus últimos anos, Sciama se interessou pela questão da matéria escura nas galáxias. Entre outros aspectos ele buscou uma teoria da matéria escura que consiste em um neutrino pesado, certamente desfavorecido em sua realização, mas ainda possível em um cenário mais complicado.

## Livros
- 1959. The Unity of the Universe. Garden City, N.Y., Doubleday.
- 1969. The Physical Foundations of General Relativity. New York: Doubleday. Science Study Series. Short (104 pages) and clearly written non-mathematical book on the physical and conceptual foundations of General Relativity. Could be read with profit by physics students before immersing themselves in more technical studies of General Relativity.
- 1971. Modern Cosmology. Cambridge University Press. ISBN 9780521080699.
- 1993. Modern Cosmology and the Dark Matter Problem. Cambridge University Press. ISBN 9780521438483.